# Which Way Is Up?
Which Way is Up? è un film statunitense del 1977 diretto da Michael Schultz, con protagonista Richard Pryor. Il film è inedito in Italia.
Si tratta di un remake del film Mimì metallurgico ferito nell'onore di Lina Wertmüller del 1972. Richard Pryor interpreta tre ruoli: un raccoglitore di arance che ha due donne contemporaneamente, il padre del raccoglitore di arance e un reverendo che mette incinta la moglie del raccoglitore di arance.

## Trama
Quando per errore capita in uno sciopero sindacale, Leroy Jones è costretto a lasciare la città. L'unica opzione data a Leroy è un biglietto dell'autobus di sola andata per Los Angeles, dove sono disponibili più posti di lavoro. Mentre è via, Leroy si innamora di Vanetta, una bellissima attivista sindacale. Quando torna a casa, deve destreggiarsi tra sua moglie, la sua nuova storia d'amore con Vanetta e il suo nuovo lavoro. Nel frattempo, il reverendo Lenox Thomas approfitta dell'assenza di Leroy per sollazzarsi con Annie Mae, portando Leroy a vendicarsi con la moglie del reverendo.

## Accoglienza
TV Guide assegnò 1 stelletta su 5 a Which Way Is Up? e scrisse che Pryor interpreta il suo personaggio come fosse antipatico, rendendo il film poco divertente.